# Башмачное
Башмачное (каз. Башмачное) — село в Железинском районе Павлодарской области Казахстана. Расположено в 206 км к северо-западу от областного центра — Павлодара и в 16 км к северо-западу от районного центра — Железинки. Административный центр Башмачинского сельского округа. Код КАТО — 554237100.

## История
В 1745 году при постройке Иртышской военной линии у большой излучины реки Иртыш, которая по форме напоминает башмак, был поставлен маяк (сторожевая вышка) с почтовым двором. Здесь же по распоряжению командира Сибирскими пограничными линиями генерал-майора Христиана Киндермана был построен редут.
С 1838 года Башмачный редут стал казачьим посёлком Железинской станицы Сибирского линейного казачьего войска. В 1879 году в посёлке насчитывалось 82 двора и 417 жителей.
В 1912 году у села было случайно найдено сакское погребение с богатым инвентарём: костяные наконечники стрел, остатки лука, глиняная праслица, каменный брусок и бронзовый котёл.
Башмачное было центральной усадьбой бывшего зернового совхоза «Червоноукраинский», созданного в 1957 году на базе Червоно-Украинской МТС и колхозов имени Молотова, имени Абая, «Новый путь», имени Сталина, имени Кагановича и земель госземфонда.

## Население
В 1985 году в селе жили 1614 человек. В 1999 году население села составляло 1275 человек (620 мужчин и 655 женщин). По данным переписи 2009 года, в селе проживало 820 человек (392 мужчины и 428 женщин).